# Gualaceo (cantão)
Gualaceo é um cantão do Equador localizado na província de Azuay.
A capital do cantão é a cidade de Gualaceo.